# Shogo: Mobile Armor Division
Shogo: Mobile Armor Division o simplemente Shogo (también conocido como Shogo:MAD)es un videojuego de disparos en primera persona y ciencia ficción, desarrollado por Monolith en 1998. El videojuego se caracteriza principalmente por el uso de robots gigantes (mechas) y por su gran influencia del anime. Además existen dos clases de misiones, las misiones a bordo de un robot y las misiones a pie. Durante todo el juego y en varias ocasiones se nos planteará decisiones que harán cambiar los eventos posteriores, los niveles, y el final del juego. El título también posee la posibilidad de cambiar entre un Shooter en primera persona a un Shooter a tercera persona.

## Sinopsis

### Argumento
En un futuro cercano, la humanidad hizo un descubrimiento en un planeta cercano a nuestro sistema solar, en donde se halla una forma de energía tan pura y poderosa, que usada de manera correcta permitiría viajar a la velocidad de la luz por el espacio, y mover maquinaria sin contaminar ni emitir residuos, a esta energía se la denominó "Kato". 
Sanjuro Makabe un comandante de la UCA (United Corporate Authority), experto piloto de MCA (robots gigantes) y gran combatiente con armas de fuego. Sanjuro está enamorado de la piloto Kura quien lo acompañó en una misión por las entrañas del planeta donde se encuentra el kato, también acompañados de Toshiro, hermano de Sanjuro, y Baku, su fiel amigo. De repente, sufren un ataque de los rebeldes del planeta, que piden la libertad del Kato. Tras unos ataques bastante certeros, el escuadrón se intenta replegar, Kura, Toshiro y Baku desaparecen. Sus MCA siguen mostrando señales de sus pilotos dentro vivos y estables, pero no muestra donde se encuentran. Sin poder hacer nada, y bajo el ataque de los terroristas, se le ordena retirarse.
Un año más tarde, Sanjuro consigue recuperarse de la desaparición de su amada y de sus amigos, buscando consuelo con la hermana de Kura, Kathryn, con la que está saliendo. El juego comienza con el escape de un planeta en el que le han tendido una trampa, sin saber el motivo.

### Personajes
Sanjuro Makabe: Es el protagonista del juego. Comandante al servicio de la UCA y piloto de MCA, soldado sarcástico, con una notable falta de respeto hacia la autoridad, quien no ha superado el dolor de perder a todos sus seres queridos, y se deja llevar por el odio. A pesar de esto, es una buena persona. Luego de la muerte de su amante Kura, tiene una relación con la hermana de ésta, Kathryn.
Kathryn Akkaraju: Es la novia de Sanjuro. Ella se encarga de dar a Sanjuro la mayoría de los informes en las misiones y objetivos por radio. Ella parece más emocional y de buen corazón que su hermana, Kura. 
Kura Akkaraju: Anterior novia de Sanjuro, supuestamente Kura murió en un ataque terrorista antes de los acontecimientos del juego. Como resultado, ella está viva, después de haber estado investigando como una espía encubierto. Kura resurge a medio camino a través del juego, revelando información clave sobre la verdadera naturaleza de los Fallen a Sanjuro, y ayudándole en su misión. 
Almirante Akkaraju: El líder de las fuerzas de la UCA en Cronos, y el padre de Kathryn y Kura. El almirante tiene un terrible odio hacia los caídos, supuestamente a causa de la muerte de Kura. Sin embargo, él sabía perfectamente que Kura estaba viva. Por lo tanto, su comportamiento duro y su decisión final de cometer un genocidio contra el pueblo de Cronos es algo inexplicable.
Hank Johnson: Amigo de Kura, Hank es un ciudadano de Cronos, que ayuda a Sanjuro durante gran parte del juego. Él es finalmente ejecutado por Ryo Ishikawa.
Toshiro Makabe: Hermano de Sanjuro, quien desapareció a causa de varios ataques terroristas antes de los acontecimientos del juego. Se revela que Toshiro es, el líder de los Fallen, Gabriel. Después del ataque, fue capturado y llevado por Cothineal, convirtiéndose en su avatar humano.
Bakú Ogata: Amigo de la infancia de Sanjuro, Bakú también desapareció durante el ataque terrorista junto con Kura y Toshiro. Baku se convirtió en la mano derecha de Gabriel, Uziel. Sanjuro tendrá algunos encuentros desagradables con este personaje.
Samantha Sternberg: Secuaz de Gabriel en las filas de Fallen. Samantha ataca a Sanjuro en varias partes del juego. Ella no juega un papel importante dentro de la historia.
Ryo Ishikawa: Es el presidente de Shogo Inc, y posiblemente el principal antagonista de la historia. Hombre sin escrúpulos que manipula a ambas facciones en la guerra para lograr sus objetivos sin importar el precio.
Ivan Isarevich: el líder original y fundador de Fallen, murió asesinado hace aproximadamente 10 años.

### Organizaciones
UCA (United Corporate Authority - Autoridad Corporativa Unidos): formada por la unión de tres mega-corporaciones dominantes, Andra Biomechanics, Armacham Technology Corporation y Shogo Inc. Originalmente pretendían asegurar con eso la rentabilidad continua de las tres organizaciones, ahora la UCA es un poder militar dominante.
- Shogo Inc.: poderoso conglomerado japonés cuyos intereses circulan desde la tecnología hasta la ropa infantil. Ahora, con la evolución de MEVs y MCAs, el conglomerado paso a dedicarse a la producción y la mejora de robots gigantes.

- Andra Biomechanics:empresa especializada en la utilización y manipulación de ingeniería genética más específicamente para fines de tecnología bélica.

- Armacham Technology Corporation: iniciada como sistemas de comunicación terrestres, para después expandirse en construcciones de vehículos de guerra, instrumentos musicales y tecnologías para MEVs, MCAs y sistemas de seguridad sigilosa.

CMC: compuesto por el cuerpo administrativo de Cronus, se especializan en la minería y la exploración de minerales preciosos energéticos llamados Kato.
Fallen: grupo de terroristas fanáticos liderado por el misterioso Gabriel. Anhelan tener todo el Kato posible en todas las partes de Cronus.

## Expansiones
Poco después del lanzamiento de Shogo apareció una expansión llamada Shugotenshi, que añade nuevas misiones sobre la misma historia con otro punto de vista y con el manejo de otro personaje, la exnovia de Sanjuro Kura. Esta expansión agrega además de misiones, nuevas armas y armaduras.
Posteriormente se intentó lanzar Legacy of the Fallen, otra expansión para el mismo título, este incluía 6 nuevas armas para el modo humano y 5 para el modo mecha, nuevos enemigos alien y una nueva campaña basada fuera de Cronus, demostrando que los Fallen estaban muy organizados. Este pack fue cancelado, pero un grupo de fanes intentó reconstruirlo dando un resultado un tanto decadente.

## Secuelas y referencias en otros videojuegos
Monolith ha declarado en repetidas ocasiones que no tienen intención actual de hacer una secuela, pero en varios proyectos de dicha empresa se han encontrado referencias a Shogo, lo cual ha dado lugar a especulaciones sobre la posibilidad de una secuela.
Dichas referencias son: En No One Lives Forever podemos encontrar la tumba de Hank Johnson en el último nivel. En Blood II: The Chosen podemos encontrar diversos carteles de Shogo en el interior del edificio CabalCo. En F.E.A.R. podemos encontrar varias armas con nombres que hacen referencia a Shogo, así como una habitación en la que podemos escuchar el tema principal del juego en una radio, y texturas que hacen referencia directa al juego. En F.E.A.R. 2, uno de los personajes, Snake Fist, lleva una camiseta que dice "Shogo 2".